# Metelectrona
A Metelectrona a sugarasúszójú halak (Actinopterygii) osztályának Myctophiformes rendjébe, ezen belül a gyöngyöshalfélék (Myctophidae) családjába tartozó nem.

## Rendszerezés
A nembe az alábbi 3 faj tartozik:
- Metelectrona ahlstromi Wisner, 1963
- Metelectrona herwigi Hulley, 1981
- Metelectrona ventralis (Becker, 1963)